# Roger Zatkoff
Roger Zatkoff (* 25. März 1931 in Hamtramck, Michigan; † 4. November 2021) war ein US-amerikanischer American-Football-Spieler auf der Position des Linebackers, der in der National Football League (NFL) spielte. Er war für die Green Bay Packers und Detroit Lions im Einsatz.

## Frühe Jahre
Zatkoff ging in seiner Geburtsstadt Hamtramck auf die Highschool. Später besuchte er die University of Michigan, wo er zwischen 1950 und 1952 für das Collegefootballteam spielte.

## NFL

### Green Bay Packers
Zatkoff wurde im NFL-Draft 1953 in der fünften Runde an 55. Stelle von den Green Bay Packers ausgewählt. Zwischen 1953 und 1956 absolvierte er 48 Spiele für die Packers. Von 1954 bis 1956 wurde er drei Mal in Folge in den Pro Bowl gewählt.

### Detroit Lions
Im April 1957 wurde Zatkoff zusammen mit Quarterback Bobby Garrett zu den Cleveland Browns getradet. Zatkoff erklärte daraufhin, dass er aus familiären und beruflichen Gründen eher seinen Rücktritt aus der NFL erklären würde als für die Cleveland Browns zu spielen. Die Browns versuchten deshalb, Zatkoff zu den Los Angeles Rams zu traden, diesen Trade verweigerte Zatkoff jedoch. Im September 1957 wurde Zatkoff zu den Detroit Lions getradet. In seiner ersten Saison für die Lions, die er auch als Starter auf seiner Position begann, gewann er mit dem Team den NFL-Titel. Im März 1959 gab Zatkoff seinen Rücktritt aus der NFL bekannt.

## Persönliches
Roger Zatkoff ist der Großvater von Jeff Zatkoff, Eishockeyspieler für die Pittsburgh Penguins in der National Hockey League.
1959 gründete Zatkoff die Zatkoff Seals & Packings Company, die in drei US-amerikanischen Staaten Dichtungen vertreibt.